# Geoscapheus woodwardi
Geoscapheus woodwardi är en kackerlacksart som beskrevs av Walker, J. A., Rugg och Rose 1994. Geoscapheus woodwardi ingår i släktet Geoscapheus och familjen jättekackerlackor. Inga underarter finns listade i Catalogue of Life.